# Tyrone Cline
Pour les articles homonymes, voir Cline.
Tyrone Alexander Cline (né le 15 juin 1939 à Hampton, Caroline du Sud, États-Unis) est un ancien joueur de baseball. Il a évolué dans les Ligues majeures à la position de voltigeur de gauche de 1960 à 1971.

## Carrière
Signé comme agent libre par les Indians de Cleveland en 1960, il joue pour cette équipe jusqu'en 1962, avant de porter les couleurs des Braves de Milwaukee (1963-1965, des Cubs de Chicago (1966), des Braves d'Atlanta (1966-1967), des Giants de San Francisco (1967-1968), des Expos de Montréal (1969-1970) et des Reds de Cincinnati (1970-1971).
Réclamé des Giants par les Expos lors du repêchage d'expansion d'octobre 1968, Cline fait partie de la formation inaugurale des Expos de Montréal lors de leur entrée dans la Ligue nationale. Il participe au premier match de l'histoire de la franchise le 8 avril 1969 à New York, s'amenant comme frappeur suppléant contre les Mets.
En 892 parties dans les majeures, Ty Cline a frappé 437 coups sûrs, pour une moyenne au bâton de ,238. Il a cogné 6 coups de circuit, marqué 251 points et en a produit 125.
En Série de championnat en 1970, son triple pour amorcer la 10e manche ouvre la voie à la victoire de 3-0 de son équipe, les Reds, face aux Pirates de Pittsburgh. Lors du 3e match de la série, il soutire un but-sur-balles comme frappeur suppléant et marque le point de la victoire alors que les Reds s'assurent du championnat de la ligue en éliminant Pittsburgh. Cline frappe un coup sûr en trois lors de la Série mondiale 1970, mais Cincinnati s'incline devant Baltimore.